# Unidad Valle de Las Palmas
Unidad Valle de las Palmas es una extensión académica de la Universidad Autónoma de Baja California, perteneciente a la Vicerrectoria de Campus Tijuana, ubicada en la carretera Tijuana-Tecate, en el nuevo desarrollo urbano sustentable de Valle San Pedro dentro de los límites de los municipios de Tecate y Tijuana.
La Unidad Universitaria Valle de las Palmas, que incluye la Facultad de las Ciencias de la Salud (FCISALUD) y la Facultad de Ciencias de la Ingeniería y Tecnología (FCITEC),  fue creada para hacer frente a las exigencias en materia de educación que hoy en día están incrementándose, matriculándose cada vez más estudiantes para contribuir al desarrollo regional y nacional.

## Construcción de la unidad
Desde agosto del 2008, está lista la primera etapa del campus Valle de las Palmas de la Universidad Autónoma de Baja California (UABC), para atender los primeros grupos, como lo aseguró el rector Gabriel Estrella Valenzuela.
Durante el arranque de la obra, que contempla la construcción de los primeros cuatro edificios de aulas y laboratorios, así como el Centro Comunitario y dos áreas de estacionamientos, entre otros espacios, el rector dio a conocer que se atendería a 4 mil alumnos en dos turnos.
Para ello se utilizarán 30 de las 50 hectáreas del terreno que fue donado por el Gobierno del Estado, con una inversión inicial de 160 millones de pesos.
El arranque de obra estuvo encabezada por el rector y el gobernador José Guadalupe Osuna Millán, quienes estuvieron acompañados por los alcaldes de Tijuana, Jorge Ramos, y Tecate, Donaldo Peñalosa, así como funcionarios estatales y municipales.

## Centros de Estudios
Esta unidad cuenta con troncos comunes en el área de Ciencias de la Salud (FCISALUD) : (Psicología, Enfermería, Medicina y Odontología), Área de Diseño (FCITEC): (Arquitectura, Diseño Gráfico y Diseño Industrial) y el Área de Ciencias de la Ingeniería (FCITEC): (Ingeniero Aeroespacial, Ingeniero en Semiconductores y Microelectrónica, e Ingeniero en Energías Renovables).

### FCITEC
La Facultad de Ciencias de la Ingeniería y Tecnología (FCITEC) se encuentra ubicado en el Bulevar Universitario número 1000, en el Valle de las Palmas, Baja California. El Centro pertenece al Campus Tijuana y ofrece a partir de agosto de 2009, en el área de Ciencias de la Ingeniería los Programas Educativos (PE) de Ingeniero Civil,
Ingeniero Topógrafo y Geodesta, Ingeniero Mecánico, Ingeniero Eléctrico, [[Ingeniero en
Electrónica]], Ingeniero en Mecatrónica, Ingeniero Industrial, Bioingeniería, Ingeniero en Semiconductores y Microelectrónica, Ingeniero en Energías Renovables, e Ingeniero Aeroespacial;
así como la Licenciatura en Sistemas Computacionales. Asimismo, ofrece en el área de
Arquitectura y Diseño los PE de Licenciatura en Diseño Gráfico, Licenciatura en Diseño Industrial

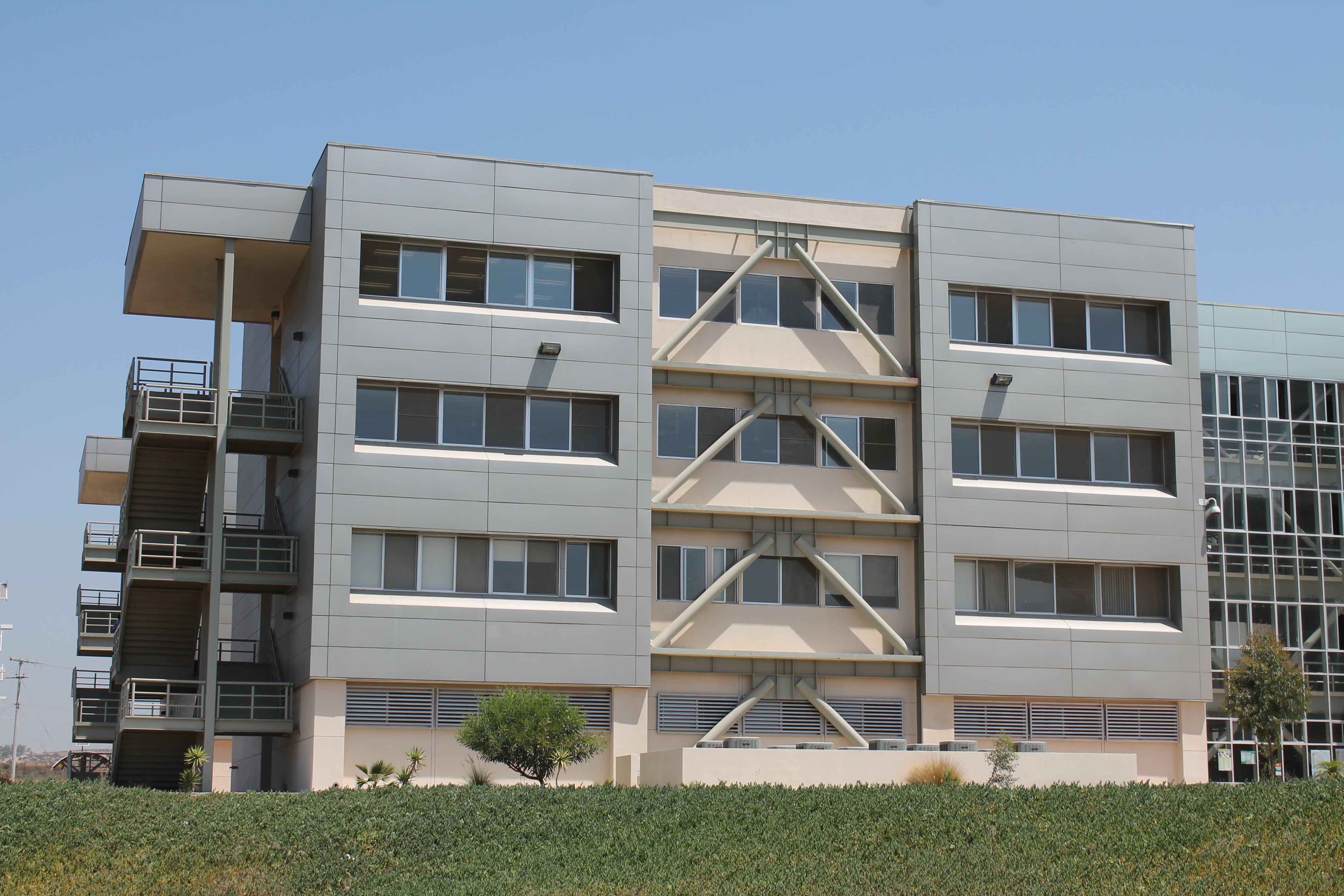
FCITEC

y Arquitecto.

### FCISALUD
FCISALUD se encuentra igualmente ubicado en el Bulevar Universitario número 1000, en el Valle de las
Palmas, Baja California. El Centro pertenece a UABC Campus Tijuana y ofrece a partir de agosto de
2009 estudios tales como Licenciatura en  Enfermería, Cirujano Dentista, Licenciatura en Psicología y Médico en el FCISALUD.

## Referencias

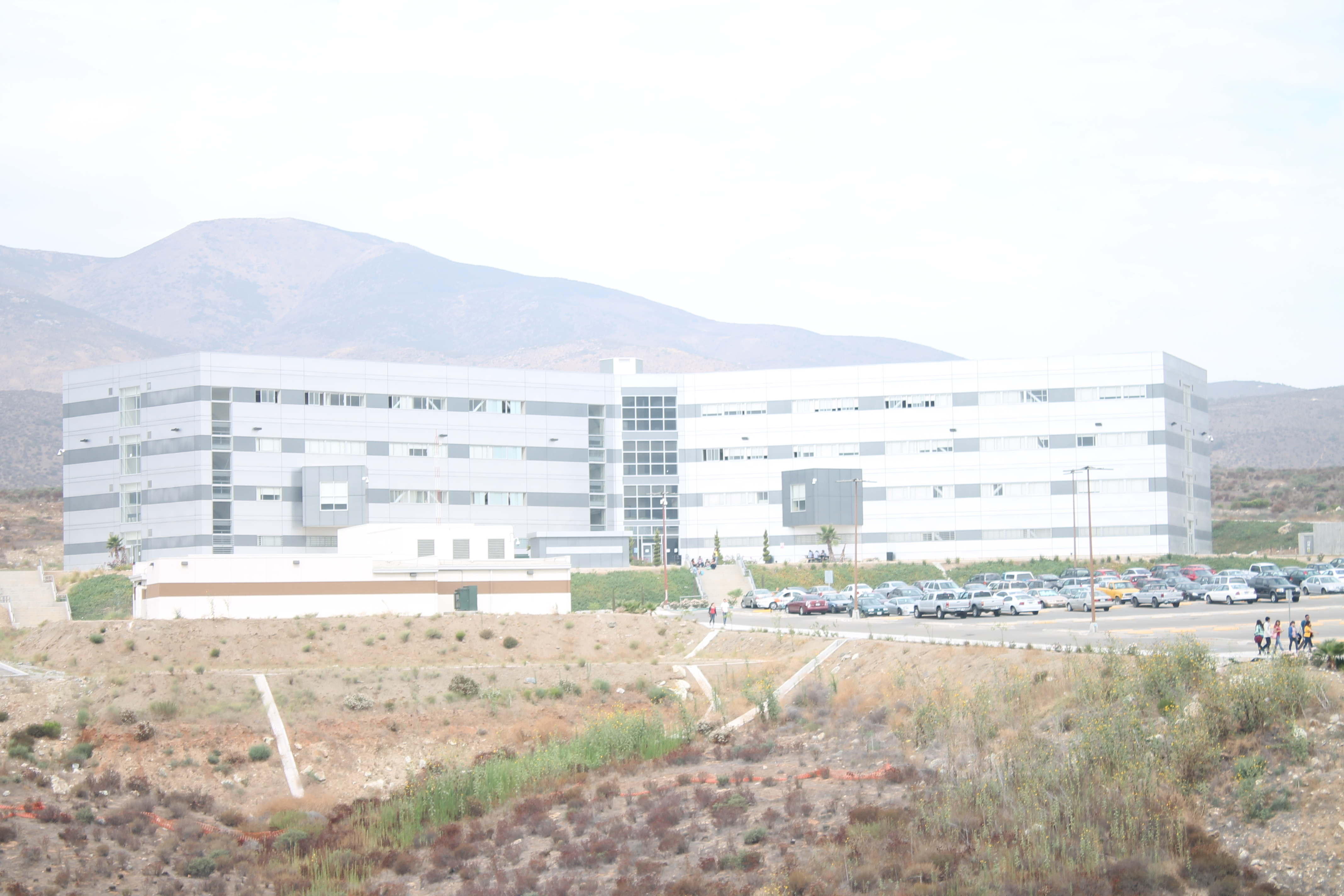
CISALUD